# Академія Платона (район Афін)
Академія Платона (грец. Ακαδημία Πλάτωνος) — район на північному заході Афін. Межує із районами Сеполія, Колонос, Профітіс Даніїл та Вотанікос. Основні вулиці району — проспекти Ленорман (Λεωφόρος Λένορμαν) та Афінон (Λεωφόρος Αθηνών).
Район отримав свою назву ще у давньогрецьку добу за філософською школою або Академією, заснованою філософом Платоном 387 до н. е. та яка діяла до закінчення правління римського імператора Юстиніана І у 529 році. Розкопки у цьому районі розпочато 1929 року. Вони тривають досі під керівництвом Третьої комісії зі старожитностей.